# Regeringen Mette Frederiksen I
|  | Ikke at forveksle med Regeringen Mette Frederiksen II (SVM-regeringen), der tiltrådte i december 2022 |
Regeringen Mette Frederiksen I var Danmarks regering fra juni 2019 til december 2022. Regeringen var en etpartiregering af ministre fra Socialdemokratiet og efterfulgte Regeringen Lars Løkke Rasmussen III efter rød bloks valgsejr ved folketingsvalget den 5. juni 2019. Regeringsdannelsen blev bekendtgjort den 26. juni 2019 med virkning fra næste dag. Den gennemgik i sin levetid fem ministerrokader.
Blandt hovedelementerne i regeringens tiltag var håndteringen af coronaviruspandemien med flere nedlukninger af landet og en række økonomiske hjælpepakker, vedtagelsen af en klimalov og senere opfølgningen heraf med en række konkrete aftaler, der skulle reducere Danmarks udledninger af drivhusgasser med 70 % i 2030 (målt i forhold til 1990), indførelsen af tidlig pension til personer, der har været mange år på arbejdsmarkedet, og et såkaldt "nationalt kompromis" om sikkerhedspolitikken, der havde til hensigt at forøge udgifterne til Forsvaret væsentligt frem mod 2033 og desuden indebar en folkeafstemning om ophævelsen af Danmarks forsvarsforbehold, hvor omkring to tredjedele af vælgerne stemte ja til at afskaffe forbeholdet. I regeringens sidste år kom den tiltagende inflation til at spille en væsentlig rolle for den økonomiske politik.
Regeringens håndtering af minksagen under coronaviruspandemien, hvor den i november 2020 iværksatte en aflivning af landets mink uden at have den fornødne lovhjemmel, førte til nedsættelsen af en granskningskommission – Minkkommissionen –  og i oktober 2022 til udskrivning af folketingsvalg til afholdelse 1. november. Trods mandatfremgang var der ikke et folketingsflertal bag regeringens fortsættelse, og dagen efter valget indgav Frederiksen regeringens afskedsbegæring. Regeringen fortsatte som forretningsministerium indtil 15. december 2022, hvor den blev efterfulgt af regeringen Mette Frederiksen II, en flertalsregering bestående af Socialdemokratiet, Venstre og Moderaterne.

## Baggrund
Ved folketingsvalget den 5. juni 2019 fik de fire partier, der pegede på Mette Frederiksen som statsminister (Socialdemokratiet, Radikale Venstre, Socialistisk Folkeparti (SF) og Enhedslisten), tilsammen et flertal på 91 mandater. I den efterfølgende dronningerunde pegede disse partier på hende som kongelig undersøger. Derefter begyndte en 20 dage lang periode med forhandlinger, hvor Frederiksen mødtes med alle Folketingets partier. Den 27. juni nåede de fire partier til enighed om, at Socialdemokratiet ville danne en etpartiregering med Radikale Venstre, SF og Enhedslisten som støttepartier. Samme dag underskrev dronning Margrethe 2. en kongelig resolution, som indsatte regeringen Mette Frederiksen I, og den nye regering blev præsenteret foran Amalienborg.

Regeringen præsenterede ikke et egentligt regeringsgrundlag, som det havde været traditionen for de foregående mange års regeringer. I stedet blev de fire partier enige om en aftale om "politisk forståelse", et såkaldt "forståelsespapir". Det 18 sider lange Retfærdig retning for Danmark havde en styrket klimapolitisk indsats som hovedpunkt. Målet var en reduktion af udslippet af CO2 med 70 % i forhold til basisåret 1990. Andre hovedpunkter i dokumentet var bekæmpelse af en stigende ulighed, et opgør med centraliseringen af Danmark, styrket velfærd, uddannelse, integration og et internationalt ansvar.

## Initiativer

### Organisering af regeringens arbejde
Regeringen gennemførte ved sin tiltræden en opsigtsvækkende styrkelse af det politiske embedsapparat. Mette Frederiksen oprettede et politisk sekretariat i Statsministeriet og ansatte sin hidtidige personlige rådgiver Martin Rossen i en koordinerende kernefunktion som stabschef og meget usædvanligt med sæde i de to centrale regeringsudvalg, Koordinationsudvalget og Økonomiudvalget. Denne konstruktion varede, indtil Rossen i sommeren 2020 forlod stillingen til fordel for et job i det private erhvervsliv. Hans efterfølger som stabschef, Martin Justesen, fik ikke sæde i de to udvalg. En række af ressortministerierne oprettede ligeledes i løbet af regeringsperioden politiske sekretariater med fokus på strategiudvikling og koordinering.

### Coronapandemien
Coronaviruspandemien i 2020-2022 satte et meget stort præg på regeringsperioden. 11. marts 2020 bebudede regeringen en omfattende nedlukning af landet som følge af det stærkt stigende antal smittede. Epidemiens første bølge toppede i Danmark i begyndelsen af april, og efter påske blev landet gradvist genåbnet, men dog med en række fortsatte restriktioner. I december 2020 nåede epidemien en ny top, hvilket førte til en ny nedlukning af landet. I samme måned blev de første vaccinationer udført, og i løbet af 2021 blev størstedelen af befolkningen vaccineret, hvorefter epidemien blev mindre dominerende. 1. februar 2022 ophørte de sidste restriktioner, og covid-19-pandemiens status som samfundskritisk ophørte.
Mette Frederiksen fremtrådte i epidemiens første faser som en samlende national og politisk skikkelse, og regeringen viste handlekraft i forbindelse med den omfattende nedlukning af Danmark og vedtagelsen af en række økonomiske hjælpepakker til flere hundrede milliarder kroner i kølvandet herpå. Som et resultat gav vælgerne i opinionsmålinger i en periode stor fremgang til Socialdemokratiet og opbakning til statsministerens krisehåndtering. Efterhånden kom der stadig kraftigere røster om, at regeringen ikke gjorde nok for at inddrage Folketingets andre partier i krisestyringen. Ligeledes blev regeringen kritiseret for, at den ikke viste tilstrækkelig solidaritet med andre EU-lande, der var hårdere ramt. Den største krise for regeringen i forbindelse med håndteringen af pandemien kom dog i form af sagen om aflivningen af de danske mink.

### Minksagen
I efteråret 2020 blev cluster 5, en variant af SARS-CoV-2 (det virus, der forårsager covid-19), opdaget. Varianten spredte sig fra mink til mennesker, og sundhedsmyndighederne frygtede, at den kunne forringe effekten af vaccinationer imod pandemien. Derfor besluttede regeringen på et møde i koordinationsudvalget den 3. november 2020, at samtlige danske mink skulle aflives. Dagen efter gav Mette Frederiksen besked om beslutningen på et pressemøde. Samme dag blev det imidlertid klart i Fødevareministeriet, at der manglede lovhjemmel til at kræve alle mink aflivet. I de efterfølgende dage gav myndighederne landets minkavlere besked om, at deres dyr skulle aflives. 8. november orienterede fødevareminister Mogens Jensen Folketingets partier om den manglende lovhjemmel. Regeringen forsøgte derpå at få vedtaget et minkforbud som en hastelov, men der var ikke flertal for den fremgangsmåde i Folketinget, og først 21. december blev en lov om aflivning og forbud mod minkavl vedtaget. På det tidspunkt var stort set alle mink allerede blevet aflivet, og Mogens Jensen var som følge af sagen fratrådt som fødevareminister den 18. november.
I december 2020 besluttede et bredt flertal i Folketinget at nedsætte en granskningskommission, der skulle kulegrave håndteringen af minksagen. Granskningskommisionen, som gik under navnet Minkkommissionen, bestod af tre medlemmer med landsdommer Michael Kistrup som formand. Den begyndte sit arbejde i april 2021 og offentliggjorde sin beretning 30. juni 2022. Kommissionen konkluderede, at statsministerens udtalelser på pressemødet den 4. november 2020 objektivt set havde været groft vildledende, men at hun selv havde været uvidende herom. Mogens Jensen fik kritik for at have givet urigtige oplysninger til Folketinget om, hvornår han fik besked om den manglende lovhjemmel, og en række embedsmænd, herunder departementscheferne fra Statsministeriet, Justitsministeriet og Fødevareministeriet samt rigspolitichefen, fik skarp kritik af deres optræden i sagen. Derpå tildelte et folketingsflertal bestående af de fire partier i regeringens eget parlamentariske grundlag inklusive Socialdemokratiet en næse til Mette Frederiksen og Mogens Jensen for deres rolle i minksagen. Oppositionspartierne i blå blok samt Frie Grønne lavede en mindretalsudtalelse, hvor de opfordrede statsministeren til at trække sig og udskrive valg til Folketinget. Radikale Venstre krævede, at regeringen skulle udskrive nyvalg senest ved Folketingets åbning i oktober 2022, ellers ville partiet stemme for et mistillidsvotum.

### Økonomisk politik
Regeringen indgik hovedsageligt sine finanslovsforlig med sit parlamentariske grundlag. Regeringen, Radikale Venstre, SF, Enhedslisten og Alternativet indgik i december 2019 forlig om finansloven for 2020. Finansloven indebar bl.a. indførelse af minimumsnormeringer i børnehaver, højere afgifter på cigaretter og bæreposer samt flere pædagoger og flere penge til folkeskolen. I december 2020 blev samme forligskreds enige om finansloven for 2021. Den var præget af coronaepidemien, men satte blandt andet også penge af til såkaldte generationsforureninger (dvs. større og langvarige forureningsproblemer), flere penge til ungdomsuddannelserne og hurtigere indfasning af minimumsnormeringer. I december 2021 indgik samme forligskreds samt Kristendemokraterne forlig om finansloven for 2022. Udover en grøn delaftale og en såkaldt coronavinterpakke med en styrkelse af sundhedsvæsenet prioriterede finanslovsforliget blandt andet udbygning af havvindmølleparker, en styrkelse af læreruddannelsen og gratis tandpleje for 18-21-årige. I august 2022 fremlagde regeringen sit fjerde finanslovsforslag, der bar præg af den kraftigt stigende inflation i 2022 med bl.a. et forslag om at øremærke knap 2 mia. kr. i 2023 til særlig inflationshjælp. Som følge af det efterfølgende folketingsvalg blev der imidlertid ikke indgået noget finanslovsforlig, inden regeringen gik af.
I maj 2020 indgik regeringen en aftale med Venstre, Radikale Venstre, SF og Alternativet om en reform af det kommunale udligningsssystem. Udligningsreformen justerede en række stilleskruer i den kommunale udligning og tilførte samtidig flere statslige penge til kommunerne. I alt omfordelte reformen knap 20 mia. kr. imellem kommunerne. Generelt fik kommuner i landets yderområder flere penge på bekostning af især områderne omkring København og Aarhus.
Regeringen nedsatte i 2020 en ekspertkommission for såkaldte andengenerationsreformer, ledet af professor og tidligere vismand Nina Smith. Kommissionen, der senere blev døbt Reformkommissionen, præsenterede i april 2022 sine første anbefalinger til andengenerationsreformer, der især fokuserede på uddannelsessystemet, blandt andet større vægt på voksen- og efteruddannelse.
Den stigende inflation medførte flere forskellige tiltag i løbet af 2022. I juni 2022 indgik regeringen en aftale med Venstre, SF, Radikale Venstre, Enhedslisten og Konservative om bl.a. en højere ældrecheck til pensionister i 2022-2024, en særlig udbetaling på 2.000 kr. til en række modtagere af overførselsindkomster og en midlertidigt lavere elafgift. I august 2022 blev der indgået en aftale mellem Socialdemokratiet, SF, Radikale Venstre og Enhedslisten om et midlertidigt loft for huslejestigninger i de ca. 160.000 lejemål, hvor lejen blev direkte påvirket af den løbende inflation.

### Overførselsindkomster
I oktober 2020 indgik regeringen en aftale med Dansk Folkeparti, SF og Enhedslisten om at indføre en ny tilbagetrækningsordning kaldet tidlig pension for personer, der har tilbragt mindst 42 år på arbejdsmarkedet. Ydelsen, der også blev kendt under navnet "Arnepension", havde været et centralt socialdemokratisk valgløfte i valgkampen inden folketingsvalget i 2019. Ordningen blev finansieret ved en kombination af flere forskellige tiltag, blandt andet indførelsen af en særlig beskatning af den finansielle sektor og en besparelse på den kommunale beskæftigelsesindsats.
Indførelsen af tidlig pension vurderedes ved indførelsen at reducere beskæftigelsen med ca. 10.000 personer på længere sigt. Ifølge forståelsespapiret skulle initiativer, der reducerer beskæftigelsen, modsvares af andre initiativer, der forøger beskæftigelsen i mindst samme omfang. I september 2021 fremlagde regeringen et udspil med navnet "Danmark kan mere I", og med udgangspunkt heri indgik den i januar 2022 et forlig med Dansk Folkeparti, SF, Radikale Venstre og Kristendemokraterne om en reformpakke, der blandt andet indebar lavere dimittendsatser for nyuddannede ledige, midlertidigt højere dagpenge for ledige med mindst to års beskæftigelse og fire års akassemedlemskab, samt lempelse af modregningsreglerne i sociale pensioner. Reformpakken beregnedes at forøge den strukturelle beskæftigelse med ca. 12.000 personer.
Et af punkterne i forståelsespapiret var nedsættelsen af en ydelseskommission, der skulle afhjælpe problemer med børnefattigdom, understøtte, at flere kommer i beskæftigelse, og samtidig indrette ydelsessystemet mere enkelt, altsammen indenfor en udgiftsneutral ramme. Ydelseskommissionen blev nedsat i december 2019 med forskningsdirektør, tidligere vismand Torben Tranæs som formand, og den afleverede en rapport med sine anbefalinger i maj 2021. På baggrund heraf blev der i juni 2022 indgået en aftale mellem de fire partier bag forståelsespapiret samt Alternativet og Kristendemokraterne om et nyt kontanthjælpssystem. Aftalen gav større tilskud til børnefamilier, afskaffede det eksisterende kontanthjælpsloft og indførte i stedet en indkomsttrappe med faste niveauer for den maksimale offentlige støtte til kontanthjælpsmodtagere. Aftalen blev delvis finansieret ved at afskaffe boligstøtte ved forældrekøb. Størstedelen af aftalen forudsattes dog finansieret indenfor de samlede finanspolitiske rammer i forbindelse med finansloven for 2023.

### Klimapolitik
Klimapolitikken havde en fremtrædende placering i forståelsespapiret, og i december 2019 indgik regeringen en bred aftale i Folketinget om en ny klimalov. Loven indførte officielt et dansk mål om at reducere udledningen af drivhusgasser med 70 % i 2030 sammenlignet med niveauet i 1990 og opnå fuld klimaneutralitet senest i 2050. Samtidig skal der ifølge loven indføres bindende delmål undervejs, første gang for 2025. Klimaministeren skal hvert år i september redegøre for regeringens planer for at nå målene, og Folketinget skal vurdere, om regeringens initiativer er tilstrækkelige. Klimaloven har dermed indført et fast årshjul for Danmarks klimapolitik.
I de efterfølgende år blev der indgået en række forskellige aftaler på klimaområdet. Det største enkeltstående bidrag kom fra en aftale om en grøn skattereform i juni 2022 mellem regeringen, Venstre, SF, Radikale Venstre og Det Konservative Folkeparti. Aftalen indførte en CO2-afgift på 750 kr. pr. ton CO2 i 2030 for virksomheder udenfor EU's kvotehandelssystem og 375 kr. for virksomheder indenfor. Aftalen forventedes ved indgåelsen i sig selv at reducere udledningen med 4,3 mio ton CO2 i 2030, mens øvrige aftaler mv. i regeringens embedsperiode forventedes at bidrage med reduktioner på tilsammen 8,8 millioner ton CO2. Der resterede dermed pr. 1. juli 2022 ifølge regeringens beregninger en manko på 5,8 mio. ton CO2 for at nå reduktionsmålet i 2030.
For at få nogle bud på, hvordan man kan indføre en CO2-afgift på landbruget, nedsatte regeringen i februar 2021 et ekspertudvalg, det såkaldte Svarer-udvalg. Det kom med sine anbefalinger i februar 2024.

### Udenrigs- og forsvarspolitik
Mette Frederiksens politiske fokus som oppositionsleder i 2015-2019 var først og fremmest nationalt, og Danmarks internationale politik, herunder ikke mindst EU-politikken, havde en meget begrænset plads. Socialdemokratiets politik pegede i retning af et mindre engagement i EU. Det var derfor udtryk for et markant kursskifte, da regeringen i marts 2022 på baggrund af Ruslands invasion af Ukraine indgik et såkaldt "nationalt kompromis om dansk sikkerhedspolitik" med Venstre, SF, Konservative og Radikale Venstre. Kompromisset medførte et markant løft af udgifterne til Forsvaret, som senest i 2033 skulle udgøre 2 % af Danmarks bruttonationalprodukt, udskrivning af en folkeafstemning om ophævelsen af Danmarks forsvarsforbehold og en målsætning om, at Danmark skulle gøres uafhængigt af russisk gas. Folkeafstemningen blev afholdt den 1. juni 2022 og resulterede i et stort ja med 66,9 % af stemmerne for afskaffelse af forsvarsforbeholdet.

### Andre tiltag
Regeringen indgik i december 2020 et flerårigt politiforlig med et bredt flertal bestående af Dansk Folkeparti, Radikale, SF, Enhedslisten, Konservative og Nye Borgerlige. Politiaftalen medførte blandt andet 450 ekstra stillinger som politibetjent.
I juni 2021 indgik regeringen en aftale med Dansk Folkeparti, SF, Radikale, Enhedslisten, Alternativet og Kristendemokraterne om at ændre kriterierne for at fordele ansøgere til landets gymnasiale uddannelser. Formålet var at modvirke etnisk og social opdeling af elever i byerne og et faldende elevtal på en række udkantsgymnasier, og aftalen byggede på et forslag fra en ekspertgruppe året før. En nyhed i aftalen var, at elevernes forældres indkomst fremover udover transporttid og elevernes egne ønsker ville indgå som et af kriterierne i fordelingen. Aftalen var meget omdiskuteret blandt både politikere, eksperter og i befolkningen. I maj året efter blev nogle af elementerne justeret i en tillægsaftale mellem forligspartierne, bortset fra Dansk Folkeparti, der i mellemtiden havde trukket sig fra aftalen.
I maj 2022 præsenterede regeringen et nyt fireårigt medieforlig indgået med SF, Radikale, Enhedslisten, Frie Grønne, Alternativet og Kristendemokraterne. Aftalen medførte en forøget bevilling til DR, omfordelte samtidig den offentlige mediestøtte fra de store landsdækkende til lokale og regionale medier samt indførte en afgift på streamingtjenester på 6 % af deres danske omsætning.

## Folketingsvalget 2022 og afskedsbegæring
Som konsekvens af Minkkommissionens beretning samme måned oplyste Radikale Venstres leder, Sofie Carsten Nielsen, i juli 2022, at hvis ikke Mette Frederiksen udskrev folketingsvalg senest ved Folketingets åbning 4. oktober, ville partiet vælte regeringen ved et mistillidsvotum. Dette kunne imidlertid i praksis først lade sig gøre efter Folketingets åbningsdebat 6. oktober, hvorfor Radikale udskød fristen. 5. oktober udskrev Frederiksen valg til afholdelse 1. november.
Meningsmålinger forud for valget antydede, at Socialdemokratiet ville få dets dårligste valgresultat i knap 120 år efter procentdel af stemmer; med 27,5 % af stemmerne endte partiet dog med at få sit bedste resultat siden valget i 2001. Dette gav dem 50 mandater, en fremgang på to i forhold til valget i 2019. Rød blok fik et snævert flertal på 90 mandater – men fordi Radikale Venstre ikke længere støttede Socialdemokratiets etpartiregering, var regeringens flertal baseret på dens hidtidige parlamentariske grundlag væk, og 2. november indgav Mette Frederiksen derfor regeringens afskedsbegæring med henblik på at danne en regering over den politiske midte. Regeringen fortsatte som forretningsministerium under de efterfølgende regeringsforhandlinger, der varede indtil flertalsregeringen Regeringen Mette Frederiksen II med deltagelse af Socialdemokratiet, Venstre og Moderaterne blev dannet 15. december 2022.

## Ministre i regeringen
| 1 | Statsminister |  | Mette Frederiksen          | 27. juni 2019     | 15. december 2022 | Socialdemokratiet | MF           |
| 2 | Finansminister |  | Nicolai Wammen             | 27. juni 2019     | 15. december 2022 | Socialdemokratiet | MF           |
| 3 | Udenrigsminister |  | Jeppe Kofod                | 27. juni 2019     | 15. december 2022 | Socialdemokratiet | MEP          |
| 4 | Justitsminister |  | Nick Hækkerup              | 27. juni 2019     | 2. maj 2022       | Socialdemokratiet | MF           |
| 4 | Justitsminister |  | Mattias Tesfaye            | 2. maj 2022       | 15. december 2022 | Socialdemokratiet | MF           |
| 5 | Social- og indenrigsminister Social- og ældreminister                                                                          |  | Astrid Krag                | 27. juni 2019     | 21. januar 2021   | Socialdemokratiet | MF           |
| 5 | Social- og indenrigsminister Social- og ældreminister                                                                          |  | Astrid Krag                | 21. januar 2021   | 15. december 2022 | Socialdemokratiet | MF           |
| 6 | Skatteminister |  | Morten Bødskov             | 27. juni 2019     | 4. februar 2022   | Socialdemokratiet | MF           |
| 6 | Skatteminister |  | Jeppe Bruus                | 4. februar 2022   | 15. december 2022 | Socialdemokratiet | MF           |
| 7 | Klima-, energi- og forsyningsminister                                                                                          |  | Dan Jørgensen              | 27. juni 2019     | 15. december 2022 | Socialdemokratiet | MF           |
| 8 | Minister for fødevarer, fiskeri og ligestilling og minister for nordisk samarbejde Minister for fødevarer, landbrug og fiskeri |  | Mogens Jensen              | 27. juni 2019     | 19. november 2020 | Socialdemokratiet | MF           |
| 8 | Minister for fødevarer, fiskeri og ligestilling og minister for nordisk samarbejde Minister for fødevarer, landbrug og fiskeri |  | Rasmus Prehn               | 19. november 2020 | 15. december 2022 | Socialdemokratiet | MF           |
| 9 | Sundhedsminister og ældreminister Sundhedsminister                                                                             |  | Magnus Heunicke            | 27. juni 2019     | 21. januar 2021   | Socialdemokratiet | MF           |
| 9 | Sundhedsminister og ældreminister Sundhedsminister                                                                             |  | Magnus Heunicke            | 21. januar 2021   | 15. december 2022 | Socialdemokratiet | MF           |
| 10 | Transportminister og minister for ligestilling                                                                                 |  | Benny Engelbrecht          | 27. juni 2019     | 4. februar 2022   | Socialdemokratiet | MF           |
| 10 | Transportminister og minister for ligestilling                                                                                 |  | Trine Bramsen              | 4. februar 2022   | 15. december 2022 | Socialdemokratiet | MF           |
| 11 | Minister for udviklingssamarbejde og minister for nordisk samarbejde                                                           |  | Rasmus Prehn               | 27. juni 2019     | 19. november 2020 | Socialdemokratiet | MF           |
| 11 | Minister for udviklingssamarbejde og minister for nordisk samarbejde                                                           |  | Flemming Møller Mortensen  | 19. november 2020 | 15. december 2022 | Socialdemokratiet | MF           |
| 12 | Børne- og undervisningsminister                                                                                                |  | Pernille Rosenkrantz-Theil | 27. juni 2019     | 15. december 2022 | Socialdemokratiet | MF           |
| 13 | Forsvarsminister |  | Trine Bramsen              | 27. juni 2019     | 4. februar 2022   | Socialdemokratiet | MF           |
| 13 | Forsvarsminister |  | Morten Bødskov             | 4. februar 2022   | 15. december 2022 | Socialdemokratiet | MF           |
| 14 | Uddannelses- og forskningsminister                                                                                             |  | Ane Halsboe-Jørgensen      | 27. juni 2019     | 16. august 2021   | Socialdemokratiet | MF           |
| 14 | Uddannelses- og forskningsminister                                                                                             |  | Jesper Petersen            | 16. august 2021   | 15. december 2022 | Socialdemokratiet | MF           |
| 15 | Erhvervsminister |  | Simon Kollerup             | 27. juni 2019     | 15. december 2022 | Socialdemokratiet | MF           |
| 16 | Udlændinge- og integrationsminister                                                                                            |  | Mattias Tesfaye            | 27. juni 2019     | 2. maj 2022       | Socialdemokratiet | MF           |
| 16 | Udlændinge- og integrationsminister                                                                                            |  | Kaare Dybvad               | 2. maj 2022       | 15. december 2022 | Socialdemokratiet | MF           |
| 17 | Beskæftigelsesminister og minister for ligestilling Beskæftigelsesminister                                                     |  | Peter Hummelgaard          | 27. juni 2019     | 19. november 2020 | Socialdemokratiet | MF           |
| 17 | Beskæftigelsesminister og minister for ligestilling Beskæftigelsesminister                                                     |  | Peter Hummelgaard          | 19. november 2020 | 4. februar 2022   | Socialdemokratiet | MF           |
| 17 | Beskæftigelsesminister og minister for ligestilling Beskæftigelsesminister                                                     |  | Peter Hummelgaard          | 4. februar 2022   | 15. december 2022 | Socialdemokratiet | MF           |
| 18 | Boligminister Indenrigs- og boligminister Indenrigs- og boligminister                                                          |  | Kaare Dybvad               | 27. juni 2019     | 21. januar 2021   | Socialdemokratiet | MF           |
| 18 | Boligminister Indenrigs- og boligminister Indenrigs- og boligminister                                                          |  | Kaare Dybvad               | 21. januar 2021   | 2. maj 2022       | Socialdemokratiet | MF           |
| 18 | Boligminister Indenrigs- og boligminister Indenrigs- og boligminister                                                          |  | Christian Rabjerg Madsen   | 2. maj 2022       | 15. december 2022 | Socialdemokratiet | MF           |
| 19 | Miljøminister |  | Lea Wermelin               | 27. juni 2019     | 15. december 2022 | Socialdemokratiet | MF           |
| 20 | Kulturminister og kirkeminister                                                                                                |  | Joy Mogensen               | 27. juni 2019     | 15. august 2021   | Socialdemokratiet | Byrådsmedlem |
| 20 | Kulturminister og kirkeminister                                                                                                |  | Ane Halsboe-Jørgensen      | 16. august 2021   | 15. december 2022 | Socialdemokratiet | MF           |
| Nuværende ministre kan ses i Ministre i regeringen, Folketinget, hentet 18. maj 2022; udskiftede ministre kan ses i § Ministerrokader | |  |                            |                   |                   |                   |              |

## Ministerrokader

### 19. november 2020
Som konsekvens af minksagen indgav minister for fødevarer, fiskeri og ligestilling og minister for nordisk samarbejde Mogens Jensen, den 18. november 2020 sin afskedsbæring. Statsminister Mette Frederiksen lavede derfor en mindre regeringsrokade dagen efter, hvor nogle af ministeriernes ressortområder blev ændret.
Rasmus Prehn, der hidtil havde været minister for udviklingssamarbejde, skulle stå i spidsen for et nyoprettet Ministerium for Fødevarer, Landbrug og Fiskeri. Flemming Møller Mortensen indtrådte som ny minister i regeringen som minister for udviklingssamarbejde og minister for nordisk samarbejde. Ligestillingsområdet blev overført til beskæftigelsesminister Peter Hummelgaard, således at han også blev minister for ligestilling. Miljø- og fødevareministeriet skiftede navn til Miljøministeriet og bliver ledet af Lea Wermelin. Dermed blev Mogens Jensens fire ressortområder splittet op.

### 21. januar 2021
Der skete en mindre regeringsrokade 21. januar 2021. Der var ingen ændringer i hvem der var ministre, men tre ministres ressortområder blev ændret. Der blev oprettet et nyt Indenrigs- og Boligministerium med den hidtidige boligminister Kaare Dybvad som minister. Ifølge regeringen skal det ministerium sikre "bedre sammenhæng mellem land og by". Endvidere blev ældreområdet flyttet fra Sundhedsministeriet til Socialministeriet, således at Astrid Krag som tidligere var social- og indenrigsminister, blev udnævnt til ny social- og ældreminister, Magnus Heunicke som tidligere var sundheds- og ældreminister, blev ny sundhedsminister.

### 16. august 2021
Den 15. august 2021 meddelte kultur- og kirkeminister Joy Mogensen, at hun gik af som minister. Mogensen blev erstattet af Uddannelses- og Forskningsminister Ane Halsboe-Jørgensen, og den nye Uddannelses- og forskningsminister blev Socialdemokratiets politisk ordfører Jesper Petersen.

### 4. februar 2022
Den 3. februar 2022 trak regeringens støtteparti Enhedslisten sin støtte til transportminister Benny Engelbrecht, som derved trak sig. Dagen efter præsenterede statsminister Mette Frederiksen derfor en ministerrokade for dronning Margrethe 2.. Forsvarsminister Trine Bramsen blev ny transportminister og minister for ligestilling, skatteminister Morten Bødskov blev ny forsvarsminister og Socialdemokratiets politiske ordfører Jeppe Bruus blev ny skatteminister. Samtidig blev ligestillingsområdet overført fra beskæftigelsesministeriet til transportministeriet, således at beskæftigelsesminister og minister for ligestilling Peter Hummelgaard fremover kun var beskæftigelsesminister.

### 2. maj 2022
Den 1. maj 2022 meddelte daværende justitsminister Nick Hækkerup offentligt, at han pr. 1. juli 2022 skulle være ny direktør i Bryggeriforeningen og derfor ville trække sig som justitsminister, træde ud af Folketinget og forlade dansk politik. Den 2. maj kom således en ministerrokade, hvor tidligere udlændinge- og integrationsminister Mattias Tesfaye i stedet blev justitsminister. Kaare Dybvad blev udlændinge- og integrationsminister og overdrog sit tidligere ministerium, Indenrigs- og Boligministeriet, til Socialdemokratiets politiske ordfører, medlem af Folketinget Christian Rabjerg Madsen.